# Sun Peng
Sun Peng (chinesisch 孙鹏, Pinyin Sūn Péng; * 19. Oktober 1983 in Tianjin) ist ein ehemaliger chinesischer Tennisspieler.

## Karriere
Sun spielte zwischen 1997 und 2000 nur wenige Matches auf der ITF Junior Tour. In der Junioren-Rangliste erreichte er mit Platz 132 seine höchste Notierung.
Bei den Profis stieg Sun 2002 in den Turnierbetrieb ein. Er spielte vorwiegend auf der drittklassigen ITF Future Tour. Die ersten zwei Profijahre beendete er jeweils in den Top 700 der Tennisweltrangliste. Durch ein erreichtes Halbfinale sowie den ersten Futuretitel gelang Sun 2004 sein erster Sprung nach oben, der ihn unter die besten 400 Spieler führte. Das Jahr 2005 wurde zum erfolgreichsten für Sun. Neben einem weiteren Finaleinzug bei einem Future kam er zu ersten Einsätzen auf der ATP Tour und der ATP Challenger Tour. In Delray Beach überstand er bei seiner ATP-Tour-Premiere die erste Runde gegen Matias Boeker, bevor er gegen Ramón Delgado verlor – das blieb sein einziger Sieg auf dieser Ebene. In Fargʻona bestritt er sein erstes Challenger-Viertelfinale. Zudem kam er in Peking auch zu seinem einzigen ATP-Tour-Einsatz im Doppel, wobei dort in beiden Wertungen nach der ersten Runde Schluss war. Im Juli 2005 stieg er im Einzel mit Platz 290 auf sein Karrierehoch, das Jahr beendete er auf Platz 344 und damit wieder etwas niedriger.
Das Jahr 2006 war weniger erfolgreich, sodass er in der Rangliste an Boden verlor. Nach einem Zwischenhoch 2007 mit drei Future-Endspielen, von denen er zwei für sich entschied, fiel Sun 2008 weiter im Ranking zurück. 2007 und 2008 in Peking kamen die letzten zwei Einsätze auf der ATP Tour hinzu. Höhepunkte seiner Karriere waren die Teilnahmen an den Olympischen Spielen 2008, wo er gegen Fernando González, der die Silbermedaille gewann, verlor sowie am Play-off zum Hopman Cup 2006. Nach weiter ausbleibenden Erfolgen beendete Sun 2009 seine Karriere.
Von 2003 bis 2008 spielte Sun in elf Begegnungen für die chinesische Davis-Cup-Mannschaft, wo er eine Bilanz von 7:11 vorweist.